# Empresa Nacional del Petróleo
Empresa Nacional del Petróleo (ENAP) ist ein chilenisches Mineralölunternehmen mit Sitz in Las Condes und ist mit 9.019,3 Millionen US-Dollar Umsatz eines der umsatzstärksten Unternehmen in Lateinamerika (2007).
ENAP ist ein staatliches Unternehmen, welches durch Gesetz Nr. 9618 vom 19. Juni 1950 gegründet wurde und dem chilenischen Ministerio de Minería de Chile (Bergbauministerium) untersteht. ENAP betreibt innerhalb Chiles drei Raffinerien, Aconcagua (in der Región de Valparaíso), Bío Bío (in Hualpén) und Gregorio (in der Región de Magallanes y de la Antártica Chilena) mit denen täglich 230.000 Barrel Öl produziert und 85 % des nationalen Mineralölbedarfs abgedeckt werden können. ENAP arbeitet außerdem in Argentinien, Ecuador, Kolumbien, Ägypten und Iran.
Im Unternehmen sind rund 3.100 Mitarbeiter beschäftigt.